# Steife Rauke
Die Steife Rauke (Sisymbrium strictissimum) ist eine Pflanzenart aus der Gattung Rauken (Sisymbrium) und der Familie der Kreuzblütler (Brassicaceae). Sie ist der einzige mitteleuropäische Vertreter der Rauken mit ungeteilten Laubblättern.

## Merkmale
Die Steife Rauke ist ein 80 bis 170 (selten bis 200) cm hoher Hemikryptophyt. Der Stängel ist oben kurz behaart. Ihre Laubblätter sind ungeteilt. Nur selten sind die untersten Blätter am Grund fiederspaltig. Die Laubblätter sind eiförmig bis breit lanzettlich und 2 bis 3 cm breit. Zumindest die Unterseite ist dicht weich behaart. Die Laubblätter sind grob gezähnt oder annähernd ganzrandig. Die Blattstellung ist wechselständig.
Die Blütentraube ist blattlos. Die Blüten sind zur Fruchtzeit etwa 6 Millimeter lang gestielt. Die Krone ist gelb. Die Kelchblätter sind 5 bis 6 mm lang, die beiden äußeren tragen Hörner. Die Kronblätter haben eine 1,5 bis 2 Millimeter lange Platte und einen breiten Nagel. Die Staubblätter sind etwa 1 bis 1,3 Millimeter lang und dem Grund etwas pfeilförmig. Blütezeit ist Juni und Juli. Die Schoten sind aufrecht-abstehend und 3,5 bis 6 Zentimeter lang und 1 Millimeter dick; sie sind rundlich-vierkantig. Die Samen stehen einreihig und sind 2 etwa Millimeter lang.
Die Art hat die Chromosomenzahl 2n = 28.

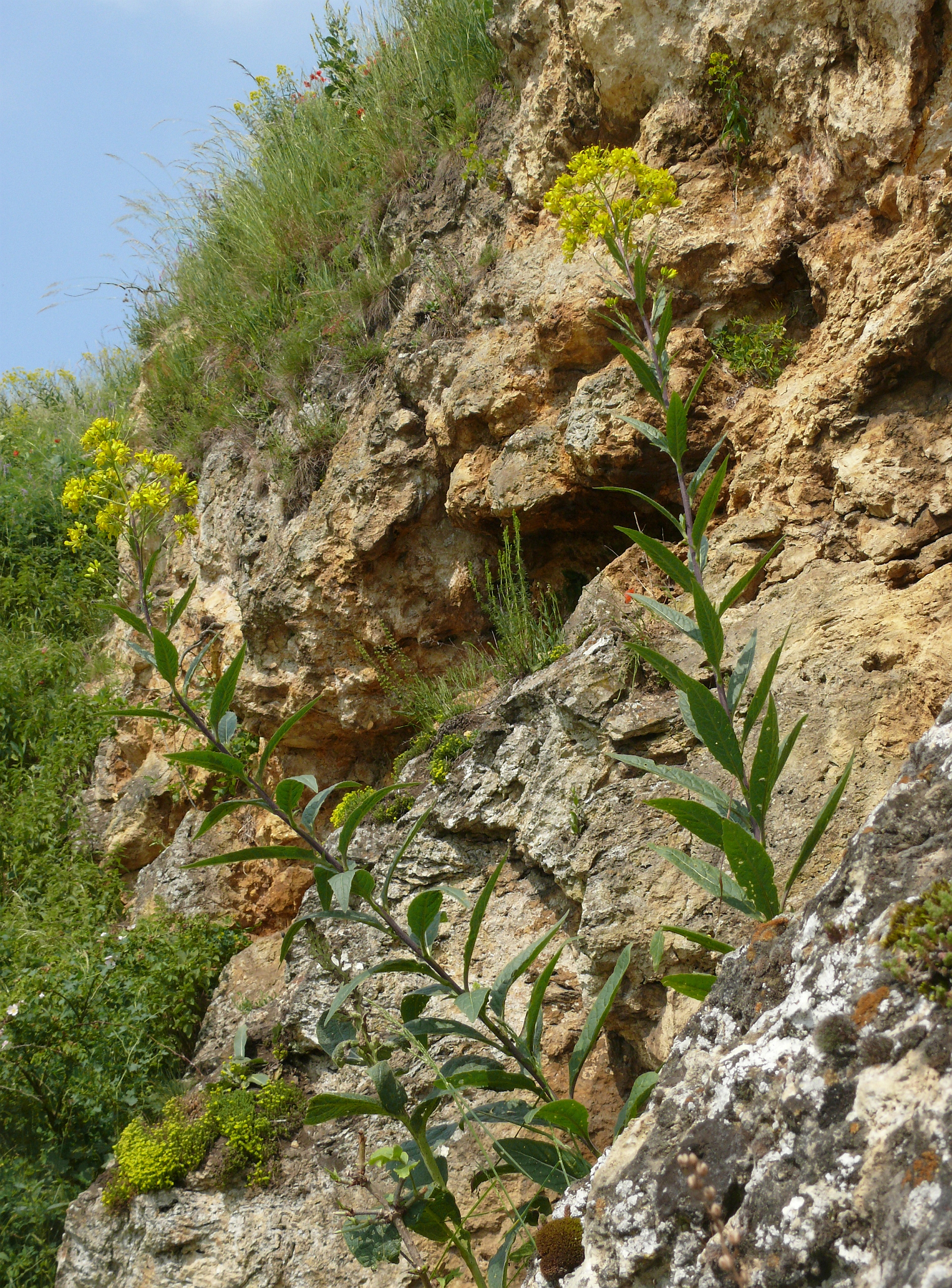
Steife Rauke (Sisymbrium strictissimum)

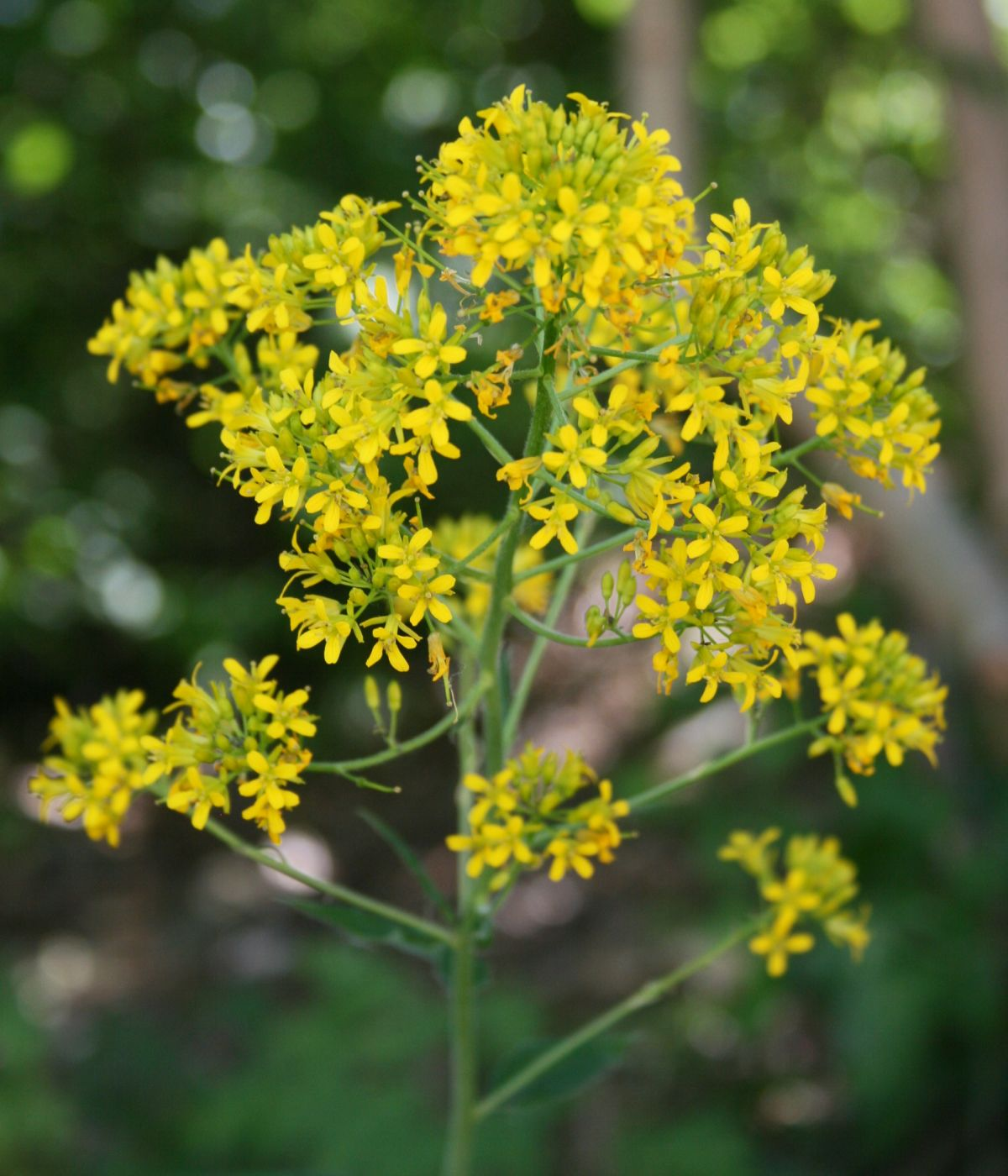
Blütenstand

## Verbreitung und Standorte
Die Steife Rauke ist in Eurasien beheimatet und kommt hier in der submeridional-südtemperaten Florenzone vor, wobei der Kontinentalitätsgrad c3 bis c5 (von 10) beträgt. Sie wächst in Mitteleuropa auf grundfrischen, nährstoffreichen, meist kalkhaltigen, sandigen oder reinen, mehr oder weniger tiefgründigen Lehm- oder Tonböden. Sie gedeiht gern zusammen mit dem Gold-Kälberkropf (Chaerophyllum aureum) oder dem Knolligen Kälberkropf (Chaerophyllum bulbosum) in Gesellschaften der Ordnung Glechometalia, kommt aber auch in denen des Verbands Convolvulion vor.
In Deutschland kommt sie zerstreut in Mittel- und Nord-Bayern und Baden-Württemberg vor, selten in Süd-Hessen, Mittel- und Nord-Thüringen, in Sachsen an der Elbe bis Meißen, in Sachsen-Anhalt und Südost-Niedersachsen. Als Neophyt kommt sie selten in Nord-Sachsen bei Leipzig und Schwepnitz vor.
In Österreich kommt die Steife Rauke in allen Bundesländern vor. Sie wächst in nährstoffreichen Gebüsch- und Auwald-Säumen. Häufig ist sie nahe Burgen und Burgruinen zu finden. Sie kommt zerstreut in der collinen und submontanen Höhenstufe vor. In Liechtenstein fehlt sie.
Die ökologischen Zeigerwerte nach Landolt et al. 2010 sind in der Schweiz: Feuchtezahl F = 3+ (feucht), Lichtzahl L = 3 (halbschattig), Reaktionszahl R = 4 (neutral bis basisch), Temperaturzahl T = 4 (kollin), Nährstoffzahl N = 4 (nährstoffreich), Kontinentalitätszahl K = 5 (kontinental).

## Belege
1. 1 2 3 4 5 6 7 8  
Werner Rothmaler: Exkursionsflora von Deutschland. Band 4. Gefäßpflanzen: Kritischer Band. 10. Auflage, Elsevier, München 2005, ISBN 3-8274-1496-2
2. 1 2 3  
Manfred A. Fischer, Karl Oswald, Wolfgang Adler: Exkursionsflora für Österreich, Liechtenstein und Südtirol. 3., verbesserte Auflage. Land Oberösterreich, Biologiezentrum der Oberösterreichischen Landesmuseen, Linz 2008, ISBN 978-3-85474-187-9.
3. 1 2 3 4  Friedrich Markgraf: Familie Cruciferae. In Gustav Hegi: Illustrierte Flora von Mitteleuropa. 2. Auflage, Band IV, Teil 1, Seite 98–100. Verlag Carl Hanser, München 1958.
4. 1 2 3  
Erich Oberdorfer: Pflanzensoziologische Exkursionsflora für Deutschland und angrenzende Gebiete. 8. Auflage. Stuttgart, Verlag Eugen Ulmer, 2001, Seite 474–475. ISBN 3-8001-3131-5
5. ↑  
Sisymbrium strictissimum L. In: Info Flora, dem nationalen Daten- und Informationszentrum der Schweizer Flora. Abgerufen am 21. August 2022.